# 舒元
舒元（923年—977年），颍州沈丘（今安徽省临泉县）人，《江南野史》作蒲津人，五代十国南唐至北宋将领。

## 生平
舒元年少好学，与道士杨讷在嵩阳求学，通《左传》及《公羊传》《谷梁传》。杨讷至河中府拜见后汉河中节度使李守贞，供职门下。李守贞谋叛，派舒元与杨讷走小路到南唐求救。南唐派遣大将军皇甫暉等人率数万至沭阳声援。李守贞兵败，元与讷留江南。舒元改姓朱，杨讷改姓名为李平。
朱元在南唐历任江宁令、驾部员外郎、文理院待诏，上書論事，建议湖湘、閩越、錢塘以固根本，請担任軍职，以次討定。执政大臣认为他作为北方人，想要掌兵，包藏莫測，于是罷职待詔。周世宗征淮南，朱元谈论兵事，唐元宗李璟派他率兵收复舒州，任为团练使。又收复和州历阳县、蕲州，官至淮南北面招讨使、行營應援都監。朱元與士卒同甘苦，臨戰前慷慨誓词，流涕满面，士兵都有奮志。與边镐、許文稹紫金山修柵，軍聲大振。李璟命他跟随齊王李景達救壽州，以陈觉为监军，总军政。舒元与陈觉不和，陈觉暗中弹劾朱元，李璟派遣大将杨守忠取代朱元。朱元自以功高，想要自杀。门下客宋洎劝他说：「大丈夫何处不能富貴，何必爲妻儿去死。」朱元于是舉寨萬餘人归降后周，諸軍大潰，邊鎬、許文稹、杨守忠都被擒获。李璟将他妻儿满门处斩。朱元娶查文徽之女爲妻，查文徽上表为女儿求情，李璟在他的奏疏之尾写道：「只斬元妻，不知查女。」
周世宗任命他为檢校太保、蔡州防御使。淮南归后周，朱元改为濠州防御使。其母在沈丘，于是得以迎養。宋太祖建立宋朝，朱元参与平定李重進，改沂州防御使。为滑州巡检使。朱元恢复舒姓。开宝五年（972年），为白波兵马都监。太平兴国二年（977年），卒，时年五十五岁，特赠武泰军节度。

## 儿子
- 舒知白，官至作坊使。他的儿子舒昭远，大中祥符五年（1012年），任大理评事，改大理寺丞，赐进士第，官至太常博士。
- 舒知雄（942年—1022年），初补殿直，雷有终推荐他担任供奉官、鄜延路驻泊都监，后因病辞职居嵩山。舒知白奏事宋太宗，提到弟弟，授为西京作坊副使、泉福都巡检使。宋真宗初年，恳请入道，归隐嵩阳。又被王嗣宗、李元则所推荐，历任供备库使、知棣州、麟府鄜延钤辖、知虔州。再次入道，赐紫冠服，号崇玄大师。他献上《字母图》，皇帝下诏褒奖。乾兴元年（1022年），去世，年八十一岁。
- 舒知崇，历任供备库使、广州钤辖、河北安抚副使，去世。